# Nueva Escocia (Argentina)
Nueva Escocia es una localidad y comuna de 1ª categoría del distrito Yeruá del departamento Concordia, en la provincia de Entre Ríos, República Argentina. Se halla sobre el río Uruguay, razón por la cual se desarrollan actividades turísticas como la pesca y el camping, y es un punto de extracción de arena para construcción.
La población de la localidad, es decir sin considerar el área rural, era de 269 personas en 1991 y de 373 en 2001. La población de la jurisdicción de la junta de gobierno era de 476 habitantes en 2001.

## Historia
La localidad nació en 1888, ya que allí se había instalado un inmigrante escocés con una fábrica de cerámicas, de lo cual derivó el nombre del pueblo. La chimenea de dicha fábrica aún se encuentra en pie. El dueño de la fábrica había donado a la provincia de Entre Ríos un terreno de 100 hectáreas para la creación del poblado. En Nueva Escocia perdura una pulpería creada en 1898.
La junta de gobierno fue creada por decreto 1118/1984 MGJE del 6 de abril de 1984, sus límites jurisdiccionales fueron establecidos por decreto 4246/1986 MGJE del 16 de noviembre de 1986 y modificados por decreto 791/2001 MGJE del 21 de marzo de 2001. Los límites de la planta urbana de la localidad fueron fijados por decreto 2702/1997 MGJE del 26 de agosto de 1997.
La elección popular de las autoridades de la junta de gobierno ocurrió por primera vez en 2003, reiterándose en 2007, 2011 y 2015.

## Comuna
La reforma de la Constitución de la Provincia de Entre Ríos que entró en vigencia el 1 de noviembre de 2008 dispuso la creación de las comunas, lo que fue reglamentado por la Ley de Comunas n.º 10644, sancionada el 28 de noviembre de 2018 y promulgada el 14 de diciembre de 2018. La ley dispuso que todo centro de población estable que en una superficie de al menos 75 km² contenga entre 700 y 1500 habitantes, constituye una comuna de 1ª categoría. La Ley de Comunas fue reglamentada por el Poder Ejecutivo provincial mediante el decreto 110/2019 de 12 de febrero de 2019, que declaró el reconocimiento ad referéndum del Poder Legislativo de 34 comunas de 1ª categoría con efecto a partir del 11 de diciembre de 2019, entre las cuales se halla Nueva Escocia. La comuna está gobernada por un departamento ejecutivo y por un consejo comunal de 8 miembros, cuyo presidente es a la vez el presidente comunal. Sus primeras autoridades fueron elegidas en las elecciones de 9 de junio de 2019.